# ثيودور دوايت ويلد
ثيودور دوايت ويلد (بالإنجليزية: Theodore Dwight Weld)‏ هو معلم أمريكي، ولد في 23 نوفمبر 1803 في هامبتون في الولايات المتحدة، وتوفي في 3 فبراير 1895 في Hyde Park, Boston ‏ في الولايات المتحدة.

## وصلات خارجية
- ثيودور دوايت ويلد على موقع الموسوعة البريطانية (الإنجليزية)